# Serotip

Exemplu de două serotipuri, 1a și 1b, având antigenele 2a și 2b la suprafața celulară, fiind astfel recunoscute specific de doi anticorpi distincți

Un serotip (nume alternativ, serovar) reprezintă o variație care poate să apară în cadrul unei anumite specii de bacterie sau virus sau între celulele imunitare ale diferiților indivizi. Clasificarea serotipurilor diferite se face pe baza antigenelor de suprafață, ceea ce permite o clasificare epidemiologică la nivelul taxonomic inferior celui de specie.
Existența serotipurilor a fost descoperită la streptococul hemolitic de către microbiologul american Rebecca Lancefield în 1933.

## Exemple
Majoritatea bacteriilor produc substanțe antigenice la suprafața celulară, care pot fi diferențiate prin serotipare (determinarea serotipului). Această practică are relevanță în laboratorul clinic, deoarece pentru unele specii, patogenitatea și severitatea infecțiilor produse sunt mai importante pentru anumite serotipuri. Exemplele includ:
- Escherichia coli, cu importanță fiind serotipurile: enteropatogen (EPEC), enterohemoragic (EHEC), enterotoxigen (ETEC), enteroinvaziv (EIEC) și enteroagregativ (EAEC).[5]
- Salmonella sp.
- Shigella sp.
- Streptococcus sp.